# لیندندورف
لیندندورف (به آلمانی: Lindendorf) یک شهر در آلمان است که در مرکیش-اودرلند واقع شده‌است. لیندندورف ۱٬۵۳۹ نفر جمعیت دارد.